# Třída M (1938)
Třída M byla třída lehkých křižníků německé Kriegsmarine. Plánována byla stavba šesti jednotek této třídy. Rozestavěny byly první dva, ale po vypuknutí druhé světové války byla jejich stavba zastavena.

## Stavba
Plánována byla stavba šesti křižníků této třídy. V letech 1938–1939 rozestavěny první dvě jednotky. Kýl první jednotky M byl založen roku 1938 v loděnici Deutsche Werke v Kielu a kýl její sesterské lodě N byl založen roku 1939 v loděnici Kriegsmarinewerft Wilhelmshaven ve Wilhelmshavenu. Křižník O byl objednán u loděnice Germaniawerft v Kielu a křižník P v loděnici Kriegsmarinewerft Wilhelmshaven, jejich stavba ani nezačala. Poslední modifikovaný pár Q a R zůstal jen ve fázi projektu. Stavební program byl zrušen v září 1939.

## Konstrukce
Hlavní výzbroj tvořilo osm 150mm kanónů umístěných ve dvoudělových věžích, vycházejících ze sekundární výzbroje bitevních lodí třídy Bismarck. Dále měly nést čtyři 88mm kanóny, osm 37mm kanónů, čtyři 20mm kanóny a osm 533mm torpédometů. Měly být vybaveny katapultem a dvěma hydroplány. Pohonný systém kombinoval parní turbíny pohánějící dva lodní šrouby s diesely, které poháněly třetí šroub. Čtyři kotle Marine poháněly turbíny Brown & Boveri & Wagner o výkonu o výkonu 100 000 hp. Čtyři diesely MAN přidávaly dalších 16 500 hp výkonu. Nejvyšší rychlost dosahovala 35,5 uzlu. Plánovaný dosah byl 8000 námořních mil při rychlosti 19 uzlů.